# Edward King (vicomte Kingsborough)
Pour les articles homonymes, voir Edward King et King.
Edward King, vicomte Kingsborough (16 novembre 1795 - 27 février 1837), également connu comme Lord Kingsborough, est un antiquaire irlandais qui cherchait à prouver que les peuples autochtones des Amériques étaient une tribu perdue d'Israël. Sa principale contribution consiste à mettre à disposition des fac-similés de documents anciens et certains des rapports des premiers explorateurs sur les ruines précolombiennes et la Civilisation maya.

## Biographie
Il est le fils aîné de George King (3e comte de Kingston). Il représente le comté de Cork au Parlement entre 1818 et 1826 en tant que Whig.
En 1831, Lord Kingsborough publie le premier volume d’Antiquités du Mexique, une collection d’exemplaires de divers codex méso-américains, notamment la première publication complète du Codex de Dresde. Le coût exorbitant des reproductions, souvent peintes à la main, le conduit en prison pour dettes. Ces publications somptueuses représentent l'une des plus anciennes publications sur les cultures anciennes de la Mésoamérique, inspirant l'exploration et les recherches ultérieures de Jean-Frédéric Waldeck (qui lui dédiera son album de 1838), John Lloyd Stephens et Charles Étienne Brasseur de Bourbourg au début du XIXe siècle. Celles-ci sont le produit de théories anciennes sur les origines non autochtones des civilisations amérindiennes, qui sont également représentées dans le Livre de Mormon (1830), ainsi que de mythes sur les constructeurs de monticules d'origine ancestrale en Amérique du Nord.
Lord Kingsborough est emprisonné pour dettes, dont il a assumé la responsabilité pour le compte de son père, et meurt dans la prison du shérif à Dublin du typhus le 27 février 1837 âgé de 41 ans, deux ans avant son père. Les deux derniers volumes des Antiquités du Mexique sont publiés à titre posthume.
Le Codex Kingsborough porte son nom.

## Publications
- Antiquities of Mexico: comprising fac-similes of ancient Mexican paintings and hieroglyphics, preserved in the royal libraries of Paris, Berlin and Dresden, in the Imperial library of Vienna, in the Vatican library; in the Borgian museum at Rome; in the library of the Institute at Bologna; and in the Bodleian library at Oxford. Together with the Monuments of New Spain, by M. Dupaix: with their respective scales of measurement and accompanying descriptions. The whole illustrated by many valuable inedited manuscripts, by Augustine Aglio, Londres, A. Aglio (Vols. 1–5), R. Havell (Vols. 6–7), H.G. Bohn (Vols. 8–9), 1830–1848, 9 vols. (OCLC 5852094)